# Marco Arese Lucini, VI conte di Barlassina
Marco Arese Lucini, VI conte di Barlassina (Milano, 9 febbraio 1770 – Milano, 16 gennaio 1852), è stato un nobile e politico italiano.

## Biografia
Marco Arese Lucini nacque a Milano il 9 febbraio 1770, figlio del conte Benedetto e di sua moglie Margherita. Ancora giovanissimo, studiò legge a Milano presso il Collegio dei Giureconsulti e già prima del 1796 entrò a far parte dell'amministrazione austriaca del ducato.
Con la calata di Napoleone in Francia, l'Arese Lucini, come del resto suo padre, si affiliò agli invasori sostenendo (almeno apparentemente) la costituzione della Repubblica Cisalpina, così da rientrare nella cerchia degli aristocratici che ottennero il favore del Bonaparte. Egli infatti, il 22 luglio 1797, venne chiamato a far parte dell'amministrazione centrale del dipartimento dell'Olona, una delle suddivisioni in cui era stato diviso il territorio del milanese. Il 9 novembre di quello stesso anno venne eletto quale membro del dipartimento della Montagna (area di Lecco), all'interno del corpo legislativo, rimanendovi per i tre anni successivi e sino alla soppressione del dipartimento stesso, mantenendo però un atteggiamento sostanzialmente passivo nei confronti della politica francese in Italia.
Venne chiamato quindi a prendere parte nel 1798 alla commissione istituita a Milano per la riforma del Codice Civile ed in quello stesso anno sposò la marchesa Antonietta Fagnani, nota per essere stata figura ispiratrice dell'ode All'amica risanata di Ugo Foscolo. Dopo la battaglia di Marengo, nel 1801 Marco Arese Lucini venne chiamato a far parte della Consulta di Lione come deputato nelle file dei notabili del dipartimento dell'Olona in sostituzione del padre ormai troppo anziano per rimanere in carica. Questa volta, però, l'Arese Lucini si impose fermamente per la una proporzione più equa del pagamento dei tributi statali e per l'abolizione della libertà di stampa che dai francesi era stata introdotta. Egli inoltre fu tra i più ferventi sostenitori della necessità di riportare la religione cattolica entro i confini dello stato di Milano.
Con la costituzione della Repubblica Italiana napoleonica nel 1802, Marco Arese Lucini venne chiamato nuovamente nell'amministrazione come membro del collegio elettorale dei possidenti, ma decise di rifiutare fermamente ogni altro incarico politico. Con la costituzione del Regno napoleonico d'Italia, ottenne altri incarichi amministrativi: consigliere della città di Milano, venne da questa delegato per ben due volte quale inviato a Parigi presso la corte imperiale (1805 e 1811) per conferire presso Napoleone ed anche a Monaco di Baviera in occasione delle nozze del viceré Eugenio con la principessa Augusta di Baviera. Come ricompensa per i suoi servigi, venne creato al titolo di barone del Regno d'Italia il 17 gennaio 1812 dal momento che il regime napoleonico aveva abolito tutti i titoli nobiliari dell'ancienne régime compreso il suo di conte.
Con la caduta di Napoleone, nel 1814 firmò insieme con molti altri esponenti della società milanese una petizione in favore della convocazione dei collegi elettorali per nuove elezioni che potessero riportare ordine nello stato lombardo. Anche sotto l'amministrazione austriaca, conservò il proprio ruolo di delegato del comune di Milano che lo inviò a Vienna presso la corte dell'imperatore Francesco I d'Austria nel 1815. Promise di non occuparsi più della cosa pubblica, per quanto il ruolo di suo fratello, il colonnello Francesco Teodoro, e di suo figlio Francesco e la loro affiliazione agli ambienti della carboneria gli crearono sospetti da parte del maresciallo Radetzky. Dallo stesso feldmaresciallo austriaco, ad ogni modo, Marco Arese Lucini riuscì ad ottenere un salvacondotto per il rientro dall'esilio per il figlio Francesco.
Morì a Milano il 16 gennaio 1852.

## Matrimonio e figli
Il 20 febbraio 1798, sposò a Milano la marchesa Antonia Barbara Fagnani (1778-1847), figlia di Giacomo II Fagnani, IV marchese di Gerenzano e di sua moglie, la marchesa Costanza Brusati. La coppia ebbe insieme i seguenti figli:
- Margherita (1798-1828), sposò il 31 marzo 1817 il nobile Carlo Emanuele Cotti, conte di Ceres (1787-1830)
- Costanza (1803-1822)
- Francesco, VII conte di Barlassina (1805-1881), sposò il 16 ottobre 1839 la nobile Carolina Fontanelli

## Araldica
| Stemma | Descrizione                                                          | Blasonatura |
|        | Marco Arese Lucini Conte di Barlassina (1804-1810; 1815-1852)        | Inquartato: al 1º e 4º: troncato: a) di rosso all'aquila coronata di nero; b) d'argento al volo di nero abbassato; al 2º e 3º troncato: a) di oro, all'aquila coronata di nero; b) di rosso a tre lucci d'argento, uno sull'altro. Corona da conte.                                              |
| \| \|  | Marco Arese Lucini Barone del Regno napoleonico d'Italia (1810-1815) | Inquartato: al 1º e 4º: troncato: a) di rosso all'aquila coronata di nero; b) d'argento al volo di nero abbassato; al 2º e 3º troncato: a) di oro, all'aquila coronata di nero; b) di rosso a tre lucci d'argento, uno sull'altro. Ornamenti esteriori da barone del Regno napoleonico d'Italia. |
|        |                                                                      | |

## Albero genealogico
|                                               |                                               |                                               | Genitori                                          |  |  | Nonni |  |  | Bisnonni                                 |  |  | Trisnonni                           |  |
|                                               |                                               |                                               |                                                   |  |  |       |  |  | Benedetto Arese, III conte di Barlassina |  |  | Marco Arese, II conte di Barlassina |  |
|                                               |                                               |                                               |                                                   |  |  |       |  |  | Benedetto Arese, III conte di Barlassina |  |  | Marco Arese, II conte di Barlassina |  |
|                                               |                                               | Regina Castelli                               |                                                   |  |  |       |  |  | Benedetto Arese, III conte di Barlassina |  |  |                                     |  |
| Marco Arese, IV conte di Barlassina           |                                               |                                               |                                                   |  |  |       |  |  | Benedetto Arese, III conte di Barlassina |  |  |                                     |  |
|                                               |                                               | Isabella Marliani                             | Ruggero Marliani, conte delle Quattro Valli       |  |  |       |  |  |                                          |  |  |                                     |  |
|                                               |                                               | Isabella Marliani                             | Ruggero Marliani, conte delle Quattro Valli       |  |  |       |  |  |                                          |  |  |                                     |  |
|                                               |                                               | Isabella Marliani                             | Antonia Maria Avogadro                            |  |  |       |  |  |                                          |  |  |                                     |  |
| Benedetto Arese Lucini, V conte di Barlassina |                                               | Isabella Marliani                             |                                                   |  |  |       |  |  |                                          |  |  |                                     |  |
|                                               |                                               | Giulio Antonio Lucini, III marchese di Besate | Giovanni Pietro Lucini                            |  |  |       |  |  |                                          |  |  |                                     |  |
|                                               |                                               | Giulio Antonio Lucini, III marchese di Besate | Giovanni Pietro Lucini                            |  |  |       |  |  |                                          |  |  |                                     |  |
|                                               |                                               | Giulio Antonio Lucini, III marchese di Besate | Bianca Lucia Porro                                |  |  |       |  |  |                                          |  |  |                                     |  |
| Giulia Lucini                                 |                                               | Giulio Antonio Lucini, III marchese di Besate |                                                   |  |  |       |  |  |                                          |  |  |                                     |  |
|                                               |                                               | Teresa Archinto                               | Carlo Archinto, II marchese di Parona             |  |  |       |  |  |                                          |  |  |                                     |  |
|                                               |                                               | Teresa Archinto                               | Carlo Archinto, II marchese di Parona             |  |  |       |  |  |                                          |  |  |                                     |  |
|                                               |                                               | Teresa Archinto                               | Giulia Barbiano di Belgioioso                     |  |  |       |  |  |                                          |  |  |                                     |  |
| Marco Arese Lucini, VI conte di Barlassina    |                                               | Teresa Archinto                               |                                                   |  |  |       |  |  |                                          |  |  |                                     |  |
|                                               | Giulio Antonio Lucini, III marchese di Besate | Giovanni Pietro Lucini                        |                                                   |  |  |       |  |  |                                          |  |  |                                     |  |
|                                               | Giulio Antonio Lucini, III marchese di Besate | Giovanni Pietro Lucini                        |                                                   |  |  |       |  |  |                                          |  |  |                                     |  |
|                                               | Giulio Antonio Lucini, III marchese di Besate | Bianca Lucia Porro                            |                                                   |  |  |       |  |  |                                          |  |  |                                     |  |
| Giovanni Pietro Lucini                        | Giulio Antonio Lucini, III marchese di Besate |                                               |                                                   |  |  |       |  |  |                                          |  |  |                                     |  |
|                                               |                                               | Teresa Archinto                               | Carlo Archinto, II marchese di Parona             |  |  |       |  |  |                                          |  |  |                                     |  |
|                                               |                                               | Teresa Archinto                               | Carlo Archinto, II marchese di Parona             |  |  |       |  |  |                                          |  |  |                                     |  |
|                                               |                                               | Teresa Archinto                               | Giulia Barbiano di Belgioioso                     |  |  |       |  |  |                                          |  |  |                                     |  |
| Margherita Lucini                             |                                               | Teresa Archinto                               |                                                   |  |  |       |  |  |                                          |  |  |                                     |  |
|                                               |                                               | Gaetano Gambarana, conte palatino             | Gerolamo Gambarana, conte palatino                |  |  |       |  |  |                                          |  |  |                                     |  |
|                                               |                                               | Gaetano Gambarana, conte palatino             | Gerolamo Gambarana, conte palatino                |  |  |       |  |  |                                          |  |  |                                     |  |
|                                               |                                               | Gaetano Gambarana, conte palatino             | Gerolama Opizzoni                                 |  |  |       |  |  |                                          |  |  |                                     |  |
| Maria Gambarana                               |                                               | Gaetano Gambarana, conte palatino             |                                                   |  |  |       |  |  |                                          |  |  |                                     |  |
|                                               |                                               | Margherita Maria Gallarati                    | Giovanni Tommaso Gallarati, II marchese di Cerano |  |  |       |  |  |                                          |  |  |                                     |  |
|                                               |                                               | Margherita Maria Gallarati                    | Giovanni Tommaso Gallarati, II marchese di Cerano |  |  |       |  |  |                                          |  |  |                                     |  |
|                                               |                                               | Margherita Maria Gallarati                    | Lucrezia Archinto                                 |  |  |       |  |  |                                          |  |  |                                     |  |
|                                               |                                               | Margherita Maria Gallarati                    |                                                   |  |  |       |  |  |                                          |  |  |                                     |  |